# Случајни Србин
Случајни Србин је појам који је 2016. године увео у јавни говор Зоран Ћирјаковић у тексту „Књига српског раздора” који је објављен у београдском дневном листу Политика. Појам указује на распрострањеност и специфичну природу самопорицања у Србији, о чему је писао Мило Ломпар, и има шире значење од појма аутошовинизам у смислу да је сваки аутошовиниста случајни Србин али да сваки случајни Србин није аутошовиниста.
Овај појам одражава саморазумевање припадника замишљене отуђене грађанистичке елите, углавном високо образованих припадника урбане средње класе. Овакво саморазумевање не подразумева увек самомржњу, односно спој родомржње и домомржње који представља важну одлику српског аутошовинизма. Такође, одредница "Друга Србија", која, по Ђирјаковићу подразумева подређени положај и снажно сугерише угроженост и припадност маргини, губила је временом смисао после промена 5. октобра 2000. године и појавила се потреба за неутралним појмом.  
Појам "Случајни Србин", по Ћирјаковићу одражава промену друштвеног положаја припадника "Друге Србије", који су после 5. октобра заузели многе кључне положаје у различитим друштвеним хијерхијама и тако постали важан део доминантне елите. Он нема негативне конотације које има одредница аутошовиниста и које су често непримерене када говоримо о делу елите који је почетком деведесетих година прошлог века себе назвао "Друга Србија", али се такође користи за етикетирање политичких неистомишљеника. 
На нови појам први је реаговао Теофил Панчић текстом "ИДЕОЛОШKИ РАТ У СРБИЈИ: Тко су ‘случајни’, а тко ‘намјерни’ Срби", који је објављен у загребачком дневнику Јутарњи лист. Појам је брзо ушао у широку употребу.